# Monetazione di Mantova
La monetazione di Mantova ebbe inizio nel 1150 circa. La zecca rimase in funzione sotto i varii governi che amministrarono la città fino al 1848, quando, sotto il governo austriaco furono coniate le ultime monete.

## Comune
Le prime coniazioni, nel XII e XII secolo, vennero effettuate dai vescovi, che sfruttarono il privilegio della battitura. Vennero inizialmente coniati dei denari scodellati, cioè di forma concava.
Le prime monete, dal 1150 circa al 1256 recavano su una faccia il nome della città, + MANTVE, intorno a una croce patente e sull'altra le lettere EPS, per episcopvs e intorno la legenda + VIRGILIVS, con varie ortografie. Nel periodo 1256-1328, quando in città si affermano i Bonacolsi, le monete recano su entrambe e facce una croce patente che ora arriva al bordo della moneta e il nome della città diviene DE MANTVA.

## Gonzaga
Dopo la cacciata dei Bonacolsi, i primi signori di Mantova a battere moneta furono Luigi Gonzaga ed il figlio Guido (1328-1369).
Gianfrancesco I Gonzaga invitò alla corte di Mantova un insigne artista, Pisanello, che coniò per lui una medaglia con la sua effigie (1440).
Ludovico III Gonzaga nel 1444 vide invece per primo il proprio ritratto coniato su una moneta e, seguendo il prestigio e l'importanza delle casate più importanti, iniziò la coniazione di monete auree.
La facoltà di battere moneta in tutti i loro castelli fu concessa agli inizi del Cinquecento dall'imperatore Massimiliano a tutti i figli di Gianfrancesco I.
Nella monetazione dei Gonzaga vengono raffigurati diversi motivi sacri (la pisside e il calice) e figure di santi.
Nella prima metà del Cinquecento iniziò ad operare anche la Zecca di Casale, in occasione del matrimonio di Federico II Gonzaga con Margherita Paleologa (1531).
Il privilegio di battere moneta fu confermato ai Gonzaga dall'Imperatore Carlo V nel 1541.
Splendida fu la produzione di monete durante il ducato di Vincenzo I Gonzaga (1587-1612).
Con la decadenza della dinastia nel 1626, regnante Vincenzo II e la perdita di potere politico, anche la Zecca di Mantova entrò in declino.
L'ultimo esponente a battere moneta fu il decimo ed ultimo duca Ferdinando Carlo Nevers, cacciato per fellonia da Mantova nel 1708.

### Le zecche minori
Dalla metà del Cinquecento in poi, nelle signorie create nel territorio dello stato gonzaghesco dai rami minori della famiglia Gonzaga nacquero le “zecche minori”, spesso in forma autonoma e in contrasto con l'autorità centrale:
- Bozzolo[1]
- Castiglione
- Gazoldo
- Guastalla
- Novellara, sorta nel XIV secolo
- Pomponesco, sorta nel 1583
- Sabbioneta, sorta nel 1558
- San Martino
- Solferino

## Gli austriaci
Gli austriaci iniziarono a coniare con Carlo VI. Le prime monete recano la data 1714. Furono emesse monete tutti gli anni dal 1731 al 1736 in sei tagli diversi, dal sesino alla lira da venti soldi.
Sotto Maria Teresa furono battuti otto valori: sesino, soldo, soldone, cinque soldi, mezza lira da dieci soldi, lira da venti soldi, due lire da quaranta soldi e tre lire da sessanta soldi. Di questo taglio esistono due varianti: la prima con ritratto giovanile e l'altra con ritratto maturo.
Furono emesse monete anche sotto i sovrani successivi: Leopoldo II e Francesco II d'Asburgo.
Gli austriaci continuarono a battere a Mantova fino all'avvento di Napoleone e alla caduta dell'impero. Le ultime monete battute nella zecca di Mantova sono datate 1848. Dopo di queste la zecca fu definitivamente chiusa.

## Le monete ossidionali
Mantova è la città italiana in cui è stato coniato il maggior numero di monete ossidionali, più di dieci.
Le monete furono coniate nelle seguenti occasioni: nell'assedio del 1630, durante la guerra di successione di Mantova e del Monferrato, nell'assedio del 1796-1797,in quello del 1799 e nuovamente nel 1848, durante la guerra d'indipendenza.
A Mantova assediata dai francesi nel 1796/97 gli austriaci coniarono una moneta da 20 soldi d'argento con lo stemma dei Gonzaga al dritto e due pissidi al rovescio. Nel 1799 la città era in mano francese; assediata dagli austriaci furono coniate monete da 10 e 5 soldi in mistura e da un "SOLDO DI MILAN" di bronzo.